# Pernilla Nyrensten
Pernilla Nyrensten, född 16 april 1972, är en av grundarna av det börsnoterade företaget Revolution Race. I samband med att företaget börsnoterade 2021 blev hon den "första kvinnliga grundar-vd:n på Stockholmsbörsen någonsin". Fram till 2022 var hon VD i företaget.
År 2022 utsågs Nyrensten till Årets ambassadör av Borås kommun. När Expressen året därpå rankade Årets kvinnor fick hon plats 29 av 100.När Revolution Race börsnoterades var det första gången som det skedde med en kvinna som både var VD och grundare av bolaget. 2023 så har Pernilla gått över som styrelsemedlem med fokus på varumärket. 